# Catarina, Nicaragua
Catarina är en kommun (municipio) i Nicaragua med 8 646 invånare (2021). Den ligger vid sjön Laguna de Apoyo i den sydvästra delen av landet i departementet Masaya. Catarina är känd för sina plantskolor och för försäjning av krukväxter och trädgårdsplantor, med kunder från hela landet.

## Geografi
Catarina är en av sju kommuner som gemensamt kallas Pueblos blanco (de vita byarna). Den gränsar till kommunerna Masaya i norr, Granada i öster, San Juan de Oriente i söder och Niquinohomo i väster.
Av kommunens 8 646 invånare, bor 7 128 i centralorten (82%), i en av ortens nio barrios. Övriga bor i fyra comarcor. Tre av dessa ligger precis som centralorten ovanför kraterkanten: Catarina precis norr om centralorten (336 invånare 2005), Pacaya lite längre norrut (899) samt Diriomito (202) längs kraterkanten i kommunens nordöstra hörn. Den fjärde comarcan, Valle La Laguna med 375 invånare, ligger nedanför kraterbranten vid stranden av Laugna de Apoyo. Den delen av kommunen nås antingen genom en brant väg ner från Diriomito, eller mer direkt via en brant gångstig i grannkommunen San Juan de Oriente.

## Natur

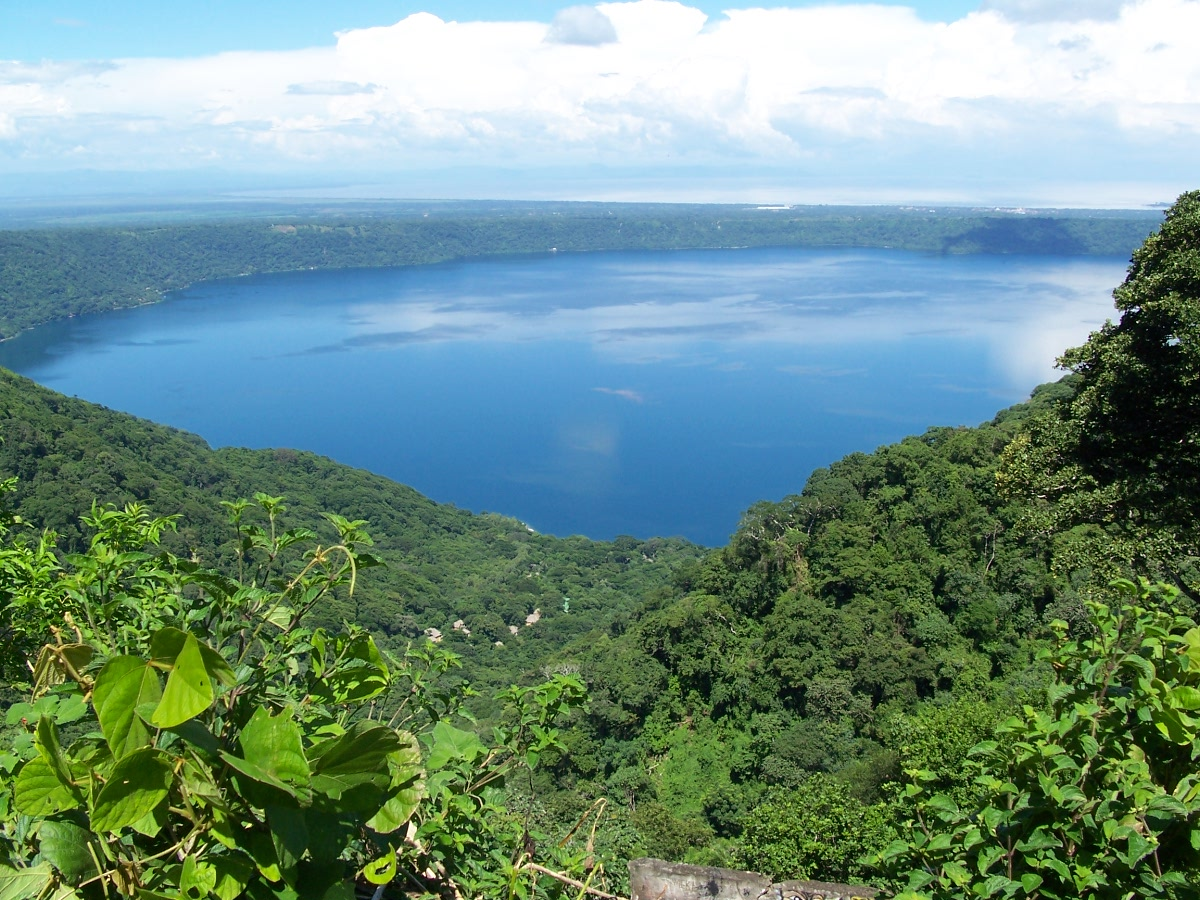
Mirador de Catarina

Kommunen ligger vid nordvästra stranden av den stora kratersjön Laguna de Apoyo, men den branta kratersluttningen gör sjön svårtillgänglig från centralorten. Från Mirador de Catarina, vid centralortens östligate slut, har man en förnäm utiskt över sjön.

## Historia
Catarina och San Juan de Oriente var ursprungligen ett enda samhälle, med namnet Namotiva, och det var ett av de många indiansamhällen som redan existerade vid tiden för spanjorernas erövring av Nicaragua. Namotiva är listat i landets första taxeringslängd från 1548.
Catarina överfördes 1894 från departementet Granada till departementet Masaya.  Kommunen upphöjds 1930 från rangen av pueblo till villa.

## Religion

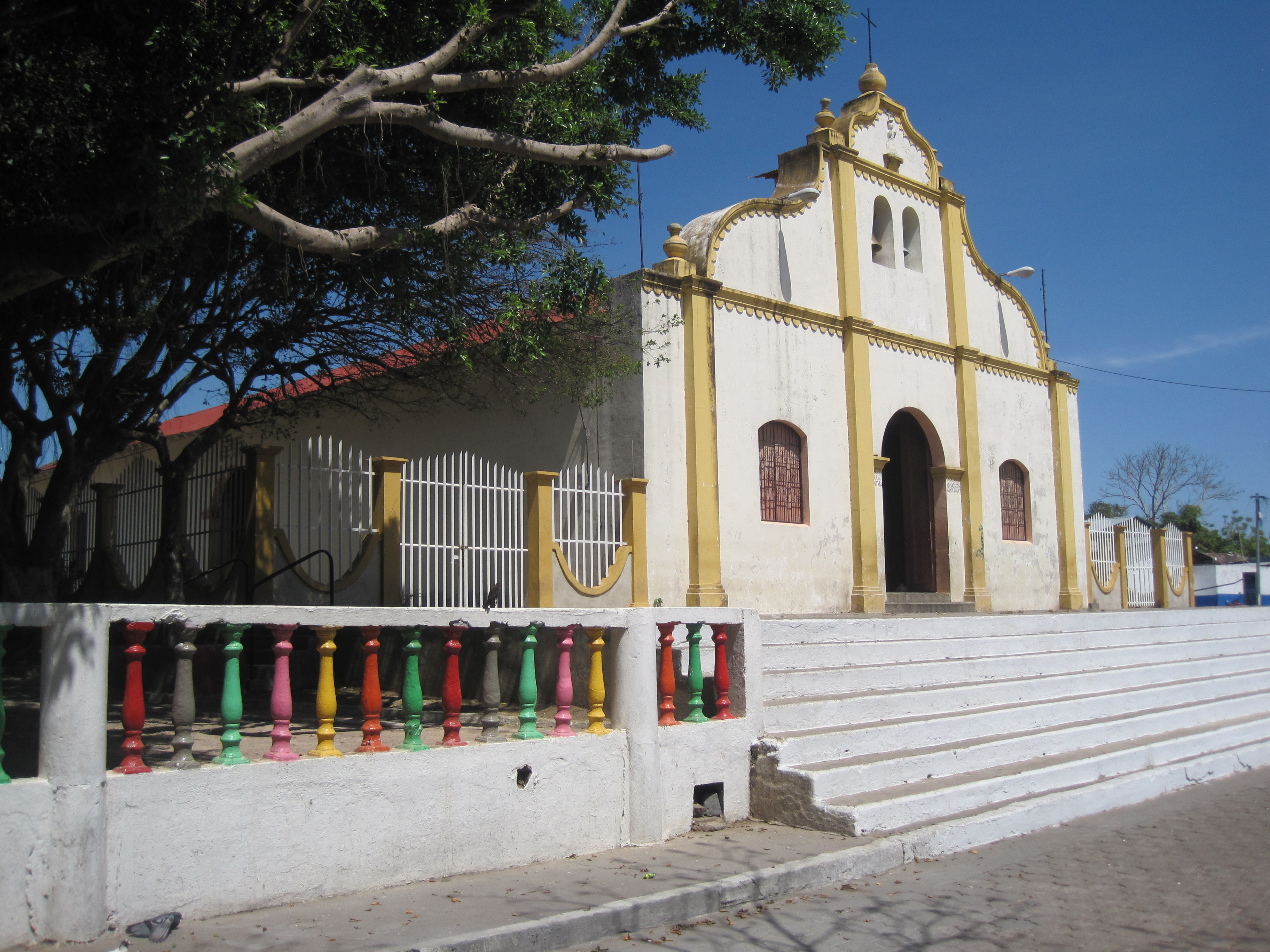
Kyrkan i Catarina

Catarina har en fin liten kyrka vid centralparken. Kommunen firar sina festdagar den 25-26 november till minne av Sankta Katarina av Alexandria och den 31 december till minne av  Sankt Silvester. Dagarna firas med bland annat traditionella danser och oxsoppa.

## Näringsliv

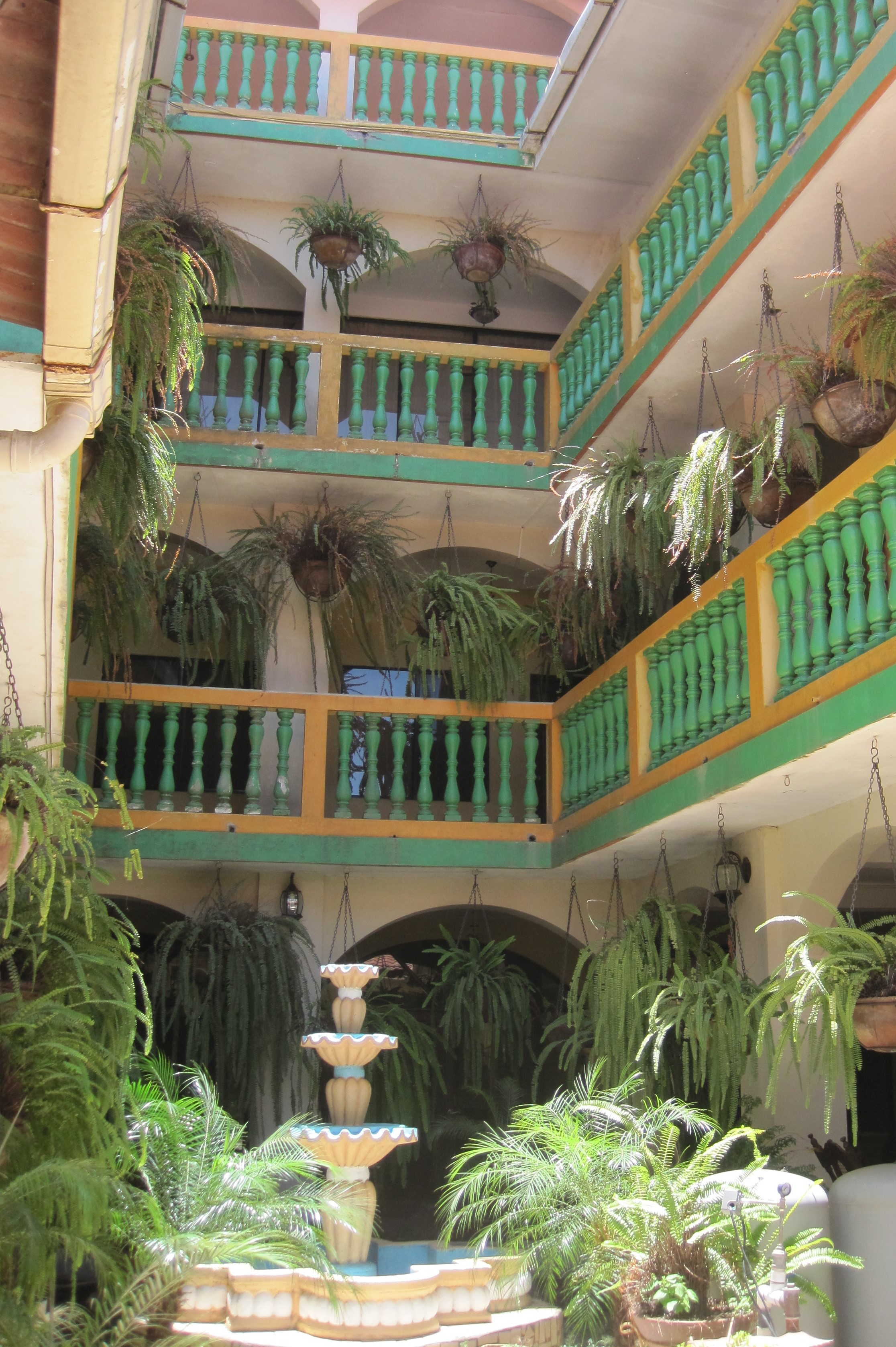
Hotel Casa Catarina

Catarina är känt för sina plantskolor och försäljning av krukväxter. Längs stranden av Laguna de Apoyo finns ett stort antal turistanläggningar.

## Transporter

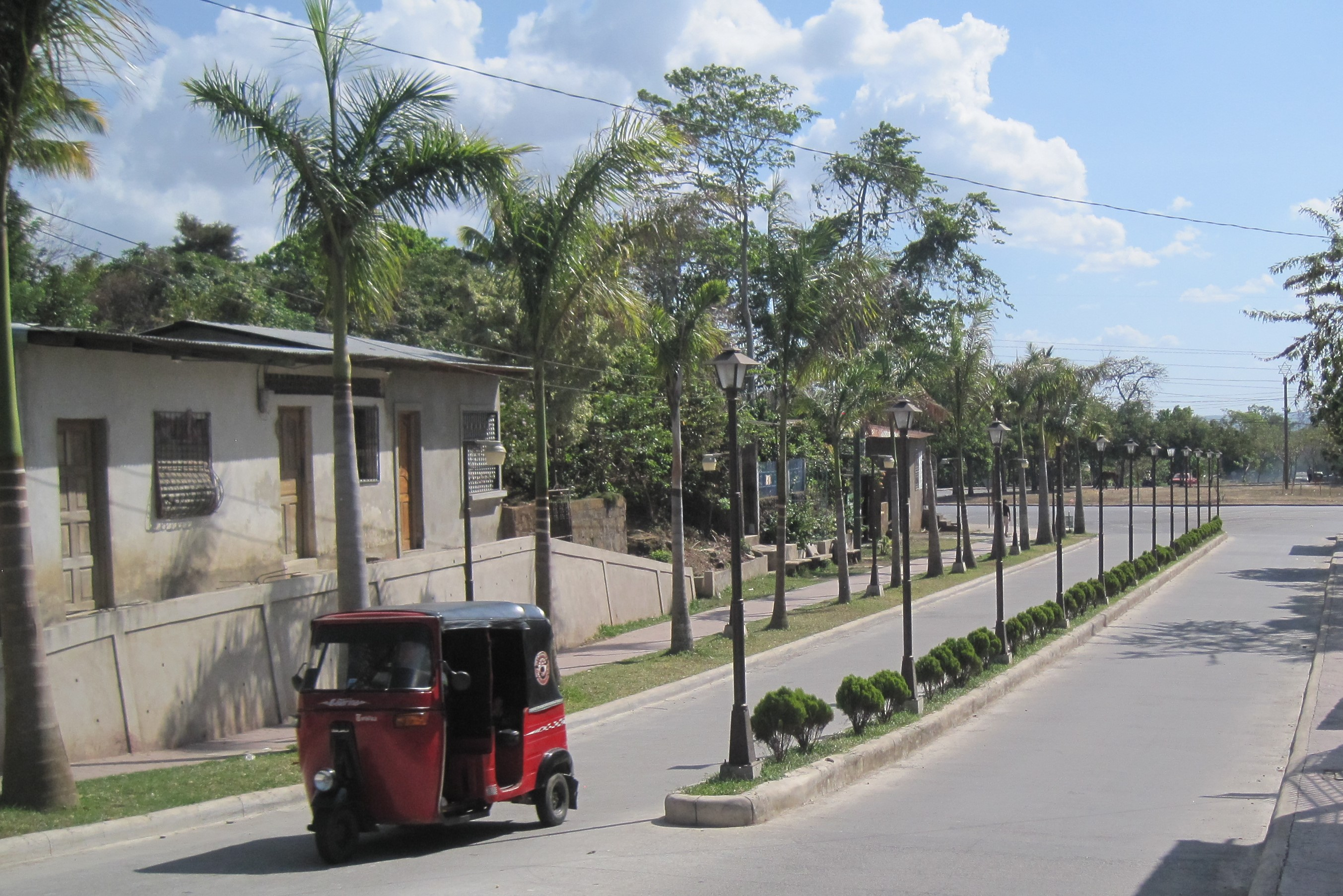
Calle Central

Huvudvägen från Masaya passerar Catarina 500 meter väster om centralparken. Där finns det täta buddförbindelser till Masaya, Masatepe, Diriomo och andra närliggande orter. För kortare resor inom kommunen och till San Juan de Oriente finns trehjuliga mototaxis.

## Kända personer
- Óscar Esaú Duarte Gaitán (1989-), fotbollsspelare, spelar för Espanyol.